# 上野洋子
上野 洋子（うえの ようこ、1963年10月11日 - ）は、日本のミュージシャン、シンガーソングライター、作曲家、編曲家、音楽プロデューサー、キーボーディスト。
東京都出身。アニメ・ゲーム関連のヴォーカルにおいては“Yoko”の名義を用いる他、ソロプロジェクトasterisk（アスタリスク）名義でも活動している。

## 略歴・人物
幼少時よりピアノを習い、中学校のブラスバンド部でフルート、高校のオーケストラ部でヴァイオリンを担当。高校卒業後、音楽学校アン・ミュージック・スクール、メーザー・ハウス（1984年3月卒業）でピアノ・キーボードを学ぶ。若年期はYMO登場と前後してキーボードのみのバンドを組んだことがあり、デペッシュ・モードなど1980年代のニュー・ウェイヴ系に興味を持った。デビュー以前にはハモンドオルガンの講師やキャバレーのハコバン（店専属のバンド）で演奏家として活動していた。
1985年、音楽学校で出会った吉良知彦・松田克志とZABADAKを結成、1986年のデビューから1993年までヴォーカル、キーボード、作曲・編曲などで活動した。また当時女性では珍しいとされたミュージックシーケンサーのマニピュレーターとしても活動し（打ち込み）、ヨーロッパを中心とした民族音楽を音楽性に取り入れ始めた。1993年9月25日、「のれん分け」と題したコンサートを最後にZABADAKを脱退した。
同年12月に初のソロアルバム『Voices』を発売。自身の声による、意味を持たない歌詞のコーラスの多重録音を中心とした作品であり、その後のソロ作品の傾向のひとつを特徴づけるものとなる。
その後はOranges & Lemons（伊藤真澄と共に。『あずまんが大王』のOP・EDテーマなど）、Vita Nova、Marsh-Mallow、LIFE GOES ON（ムーンライダーズの岡田徹を中心としたアコーディオンバンド）などのユニットや、仙波清彦、Ayuo、メトロファルスほか多数のスタジオ・アルバム作品に参加。
2002年はソロアルバム『Puzzle』とasteriskの1stアルバム『*1』を同時発売する。asteriskは日本語のポップスとインストを中心としたソロプロジェクトである。
2006年12月、「YK20」と題してデビュー20周年を記念したソロライブを大阪・東京で行い、翌2007年に自身の作品やmarsh-mallowなどの関連作品を発売するインディーズ・レーベル「tilde disc」（チルダ・ディスク）を自身が主宰して発足し、東京公演をライブCDおよびDVD化して発売した。2012年の誕生日には同レーベルのウェブサイトを開設した。
2008年には鈴木慶一のソロツアーのバックバンドにキーボード・コーラスとして出演、翌2009年のアルバム『シーシック・セイラーズ登場!』にも作曲やヴォーカルなどで参加した。2011年9月にはオランダへの鈴木のソロツアーでサポートを務めた。
ライブ活動は東京都内を中心に、Marsh-Mallowのほか、Ayuo、高橋悠治、メトロファルス、難波弘之などのゲストとしての出演が多数ある。即興音楽家としても活動しており、これまでに共演した演奏家は吉田達也、千野秀一、灰野敬二、内橋和久など多数に及ぶ。
民族音楽をはじめ中世音楽、ジャズ、プログレッシブ・ロックなど幅広い音楽を自分なりにフュージョンして自身の音楽性に取り入れていると語る。また自らを「変な楽器フェチ」と称し、パーカッション、民族楽器、古楽器、教育楽器など、さまざまな楽器を所有しており、ステージではヴォイス・パフォーマンスのほか、多様な楽器演奏を行い、食器類を楽器として使用することもある。
また、デビュー時より作曲家として、CM音楽、アニメ、幼児向けテレビ番組、映画など、映像関係の楽曲を数多く手掛けている。
2006年ごろより、アニメ・ゲーム関連のヴォーカルにおいては“Yoko”の名義を使い、作詞・作曲・編曲のクレジットでは“上野洋子”として使い分けている。

## ディスコグラフィ

### オリジナルアルバム

#### 上野洋子名義
- VOICES[1993年12月5日 BIOSPHERE RECORDS]
- e-mix[1996年5月25日 BIOSPHERE RECORDS]
  - バイオスフィアレコードによる企画盤。ZABADAK時代の上野の作品と『VOICES』収録曲の一部を平沢進ら数名がリミックスしたもの。上野も「五つの橋 Primitive Version」で参加している。
- ナーサリー・チャイムス[1997年5月25日 ポリスター] - マザー・グースをテーマとした企画盤
- Puzzle[2002年1月23日 ビクターエンタテインメント]
- SSS -Simply Sing Songs-[2003年7月24日 日本クラウン] - トラッド・カバーとオリジナル曲のアルバム
- 自然現象[2005年5月25日 日本クラウン]
- 上野洋子 デビュー20周年記念ライヴ “YK20”〜20周年につき初ソロ〜audio[2007年4月4日 tilde disc] - 20周年ライブ・アルバム
- TOKYO HUMMING[2008年9月10日 ジェネオンエンタテインメント]

#### asterisk名義
- ＊1[2002年1月23日 toera]
- ＊2[2006年12月6日 toera]

#### DVD
- 上野洋子 デビュー20周年記念ライヴ “YK20”〜20周年につき初ソロ〜visual[2007年4月25日 tilde disc] - ライブ・ビデオ

### 映画音楽
- ドッジGO!GO!（2002年）
- 小さき勇者たち〜ガメラ〜（2006年） - 小さき勇者たち〜ガメラ〜オリジナルサウンドトラック
- ドルフィンブルー フジ、もういちど宙へ / ちゅらうみ 沖縄美ら海水族館への招待（2007年）

### アニメ・漫画・ゲーム音楽
☆印はヴォーカルがYoko名義。
- わかつきめぐみイメージアルバム『わかつきめぐみの宝船ワールド』（1987年） - 声の出演
- 楠桂イメージアルバム『楠劇場』（1988年） - ヴォーカル
- グラン・ローヴァ物語イメージアルバム『グラン・ローヴァ物語II』 (1993年)　- ヴォーカル
- ふしぎ遊戯2 朱雀招喚篇（1994年） - 収録曲「夢色の切符」ヴォーカル
- みずき健イメージアルバム『シークエンス』（1990年） - ヴォーカル
- BRIGADOON まりんとメラン（2000年） - サウンドトラック（吉野裕司と共作）
- 幻想水滸伝II音楽集 Orrizonte（2000年）
- ふしぎ遊戯-永光伝-サウンドトラック（2002年） - オープニング「地上の星座」
- フォーチュン・クエスト外伝-パステルの旅立ちドラマコレクション-Vol.2（2002年） - 「迷いの森（リニューアル・バージョン）」
- 幻想水滸伝ボーカルコレクション〜La passione commuove la storia〜（2002年） - ヴォーカル
- MACROSS THE TRIBUTE（2002年） - 「愛・おぼえていますか」カバー
- .hack//黄昏の腕輪伝説（2003年） - サウンドトラック（吉野裕司と共作）
- PIANO エンディングテーマ「ココロの音」（2003年） - 作曲・編曲・ヴォーカル・サウンドプロデュース
- World's end ミニアルバム Never Ending Fantasia（2003年） - 作曲
- デビルマン伝説+3〜The Legends of Devilman（2004年） - コーラス
- 苺ましまろ (2005年)　- エンディングテーマ「クラス・メイト」作曲・編曲
- 夢使い（2006年） - オープニングテーマ「夢迷宮〜光と闇のダンス〜」・ヴォーカル☆
- 奏光のストレイン（2006年 - 2007年） - OP「メッセージ」作曲・編曲・ヴォーカル☆、ED「海のオパール」・挿入歌「アウローラ〜ひとすじの曙光〜」作曲・編曲
- 月光のカルネヴァーレ（2007年） - 主題歌「嘆きの人形」作曲・編曲・ヴォーカル☆
- アルトネリコ3 世界終焉の引鉄は少女の詩が弾く（2010年） - 楽曲提供（「EXEC_METEMPSYCHOSIS/.」）およびアカネ役（ヴォーカル担当）☆
- Zektbach『The Epic of Zektbach -Masinowa-』（2011年） - 「Omifushisama 山神」「L'avide ル・アビデ」ヴォーカル☆
- シェルノサージュ〜失われた星へ捧ぐ詩〜 皇帝編第三幕（2014年） - 楽曲提供およびヴォーカル担当（「継承奉願祝詞」）☆
- 魔法使いの嫁 テレビアニメ版エンディングテーマ・糸奇はな「環-cycle-」（2017年） - 編曲

### 舞台音楽
- 砂の女（2021年、ケムリ研究室） - 音楽・演奏

### CM
- メガネのパリ・ミキ
- 小岩井乳業・カマンベールチーズ
- 湖池屋・ザ・チップス、カラムーチョ
- JR東海・リニアモーターカー
- ハウス食品・シチューセレクト
- 揖保乃糸(2002年) 『PUZZLE』収録「seek words」
- アサヒビール 麦焼酎かのか (ヴォーカル・作詞：小峰公子、作曲：井上大輔)
- オリンパス E-3  (ヴォーカル)

### 楽曲提供
特記のないものは作曲・編曲を担当。
- 吉岡忍
  - いつか逢いたい（1996年） - 作曲
- 折笠富美子
  - シングル
    - 輪廻の果てに…（2003年）
    - Sweetie（2006年）

  - アルバム
    - Lune（2004年） - 兼プロデュース
    - Flower（2005年） - 兼プロデュース
    - うららかeasy（2007年） - 「sweetie」含む数曲提供
- yu-u
  - 白い花（2006年） - シングル「一瞬」に収録

## 参加作品
（アーティスト名五十音順）
- ASTURIAS - voice
  - Circle in the forest（1988年）
  - Brilliant Streams（1990年）
  - Cryptogam Illusion（1993年）
  - In Search of The Soul Trees／樹霊 リマスター版（2014年）
  - 欠落 -ミッシング・ピース・オブ・マイ・ライフ-（2015年）
- Ayuo（高橋鮎生）
  - HEAVENLY GARDEN ORCHESTRA（1995年）
  - SONGS FROM A EURASIAN JOURNEY（1997年）
  - EASTERN TRADITION（1998年）
  - EARTH GUITAR（2000年）
  - 絵の中の姿（2006年）
  - dna（2009年）
  - Outside Society (2019年)
  - ayuo.bandcamp.com (2024年)
- 上領亘
  - 鴉（1996年） - 「君」ヴォーカル
- 吉良知彦
  - AFTER THE MATTER（1984年） - コーラス ※ZABADAKデビュー前の自主製作盤
- 新●月Project
  - 新●月Project 冬の旅 Live Tour 2017（2017年） - ゲストヴォーカル ※ライブアルバム
- 鈴木慶一
  - シーシック・セイラーズ登場!（2009年） - ヴォーカルほか
  - アウトレイジ オリジナル・サウンドトラック（2010年）
  - Records and Memories（2015年）
  - 劇場版『若おかみは小学生!』オリジナルサウンドトラック
- 仙波清彦
  - JASMINE TALK〜ジャスミントーク（1996年）
- 谷山浩子
  - 銀の記憶（1994年） - 「月と恋人」作曲
- No Lie-Sense
  - First Suicide Note（2013年） - ゲストヴォーカルで5曲に参加[9]
- Vita Nova - ヴォーカル、共同プロデュース、作曲、編曲ほか
  - ancient flowers（1996年、日本クラウン）
  - laulu（1996年、日本クラウン）
  - remix（1996年、日本クラウン）
  - shinonome（1997年、東芝EMI）
  - suzuro（1997年、東芝EMI）
  - shiawase（2002年、Flying-high）
- 村上ユカ
  - アカリ（2001年） - 編曲
- メトロファルス
  - 風狂伝（1994年） - voice
  - LIMBO島
- LIFE GOES ON - アコーディオン、コーラス
  - GOOD PAPA,BAD PAPA（1995年）
  - Yestermorrow Village（2008年）
- V.A『International Avant-Garde Conference Vol.1』（1992年） - 「同音異義語のカブトムシ」
- V.A『フレンチ・リップス』（1994年） - フレンチ・ポップスカバー集。「セルロイドの夢」ヴォーカルほか
- V.A『TEN PLANTS』（1998年） - 「明日の夢も忘れて」ヴォーカル

## 出演
- 平沢進のテクノ実験工房（1994年7月-1995年3月、エフエム群馬） - パーソナリティ
- 今日は一日プログレ三昧、再び（2011年10月10日、NHK-FM放送） - ライブゲスト（共演：デイヴ・シンクレア〈元キャラヴァン、マッチング・モール〉、ミト〈クラムボン〉、富家大器〈Ain Soph〉、山本精一）[10]

## 連載
- 「WORKSHOP : DEMO TAPES」『Player』1990年6月号 - 1993年9月号（プレイヤー・コーポレーション） - 読者対象デモテープ制作講座の連載